# Кришна
Кришна (санскрит: कृष्ण kṛṣṇa - црни, свепривлачни) је хиндуистичко божанство, које се најчешће поштује као осма инкарнација (аватар) бога Вишну, док га већина вишнуиста сматра за изворну божанску личност која је такође и извор Вишнуа. По вишнуистима Кришна је Бог у свом најинтимнијем издању. Он се безбрижно забавља, окружен особама које га чисто и немотивисано воле. То су дечаци пастири, пастирице, његови родитељи и старији житељи божанског села Вриндавана. Те љубавне размене су лишене страхопоштовања и формалности, сматрају се најузвишенијим циљем духовне самоспознаје. Ведски списи га описују као бога боје свежег олујног облака. Са собом увек носи свиралу (бансури), док у коси има перо пауна. Иако се то научно не може утврдити, хиндуисти верују да је био историјска личност. Кришнин рођендан сваке године прослављају хиндуси на Кришна Џанмаштами према лунисоларном хинду календару, који пада крајем августа или почетком септембра по грегоријанском календару.
Анегдоте и приче о Кришнином животу углавном се називају Кришна Лила. Он је централни лик у Махабхарати, Багавата Пурани, Брахма Вајварта Пурани и Багавад Гити, и помиње се у многим хиндуистичким филозофским, теолошким и митолошким текстовима. Они га приказују у различитим перспективама: као богодете, шаљивџију, узорног љубавника, божанског јунака и универзално врховно биће. Његова иконографија одражава ове легенде и приказује га у различитим фазама његовог живота, као што је дете које једе путер, дечак који свира флауту, дечак са Радом или окружен поклоницама; или пријатељски кочијаш који даје савете Арџуни.
Име и синоними Кришне се налазе у књижевности и култовима из 1. миленијума пре нове ере. У неким под-традицијама, Кришна се обожава као Свајам Багаван (Врховни Бог), а понекад је познат и као кришнизам. Ове подтрадиције су настале у контексту Бакти покрета средњег века. Литература везана за Кришну инспирисала је бројне представе као што су плес Баратанатијам, Катакали, Кучипуди, Одиси и Манипури. Он је панхиндуски бог, али је посебно поштован на неким локацијама, као што су Вриндаван у Утар Прадешу, Дварка и Џунагад у Гуџарату; Џаганата аспект у Одиши, Мајапуру у Западном Бенгалу; у облику Витобе у Пандарпуру, Махараштри, Шринатџи у Натдвари у Раџастану, Удупи Кришни у Карнатаки, Партасарати у Тамил Наду, Партасарати у Аранмули, Керали и Гурувајорапану у Гурувајору у Керали. Од 1960-их, обожавање Кришне се такође проширило на западни свет и Африку, углавном захваљујући раду Међународног друштва за свест о Кришни (ISKCON).